# Carl-Johan Åsenius
Anders Carl-Johan Åsenius, född 15 september 1958 i Resmo församling i Kalmar län, är en svensk politiker (folkpartist). Han var ordförande i Liberala studentförbundet mellan 1988 och 1989.
Han gifte sig 1988 med ämbetsmannen Maria Åsenius.